# Raïon de Varach
Le raïon de Varach (en ukrainien : Вараський район) est un raïon (district) dans l'oblast de Rivne en Ukraine. Il a été créé le 17 juillet 2020 par l'union des raïons de Zarichne et Volodymyrets.

## Lieux patrimoniaux
Lac Blanc et marais de Koza Berezina, le parc national Nobel, zones protégées. La centrale nucléaire de Rivné.

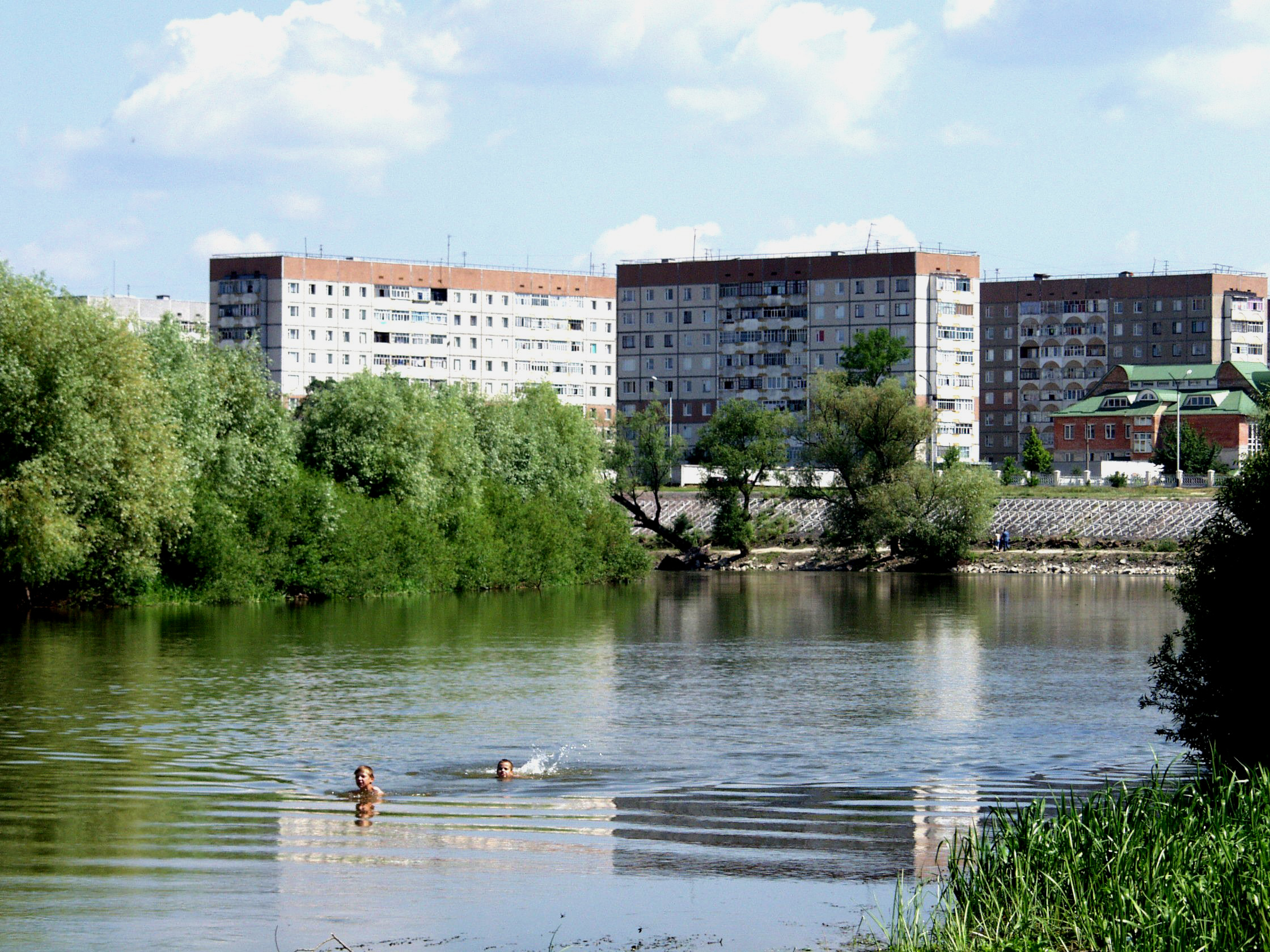
La Styr.
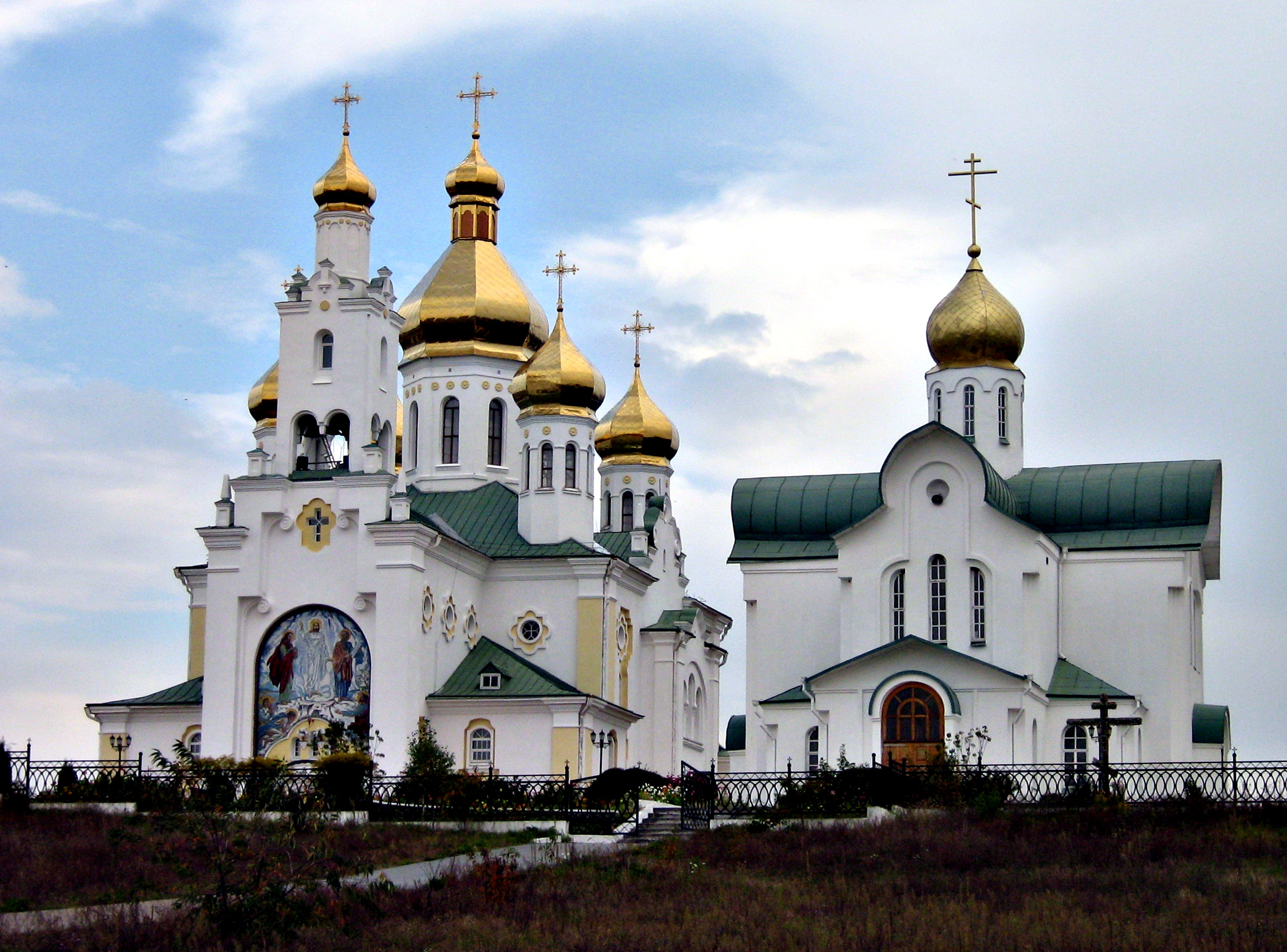
Église de la Transfiguration
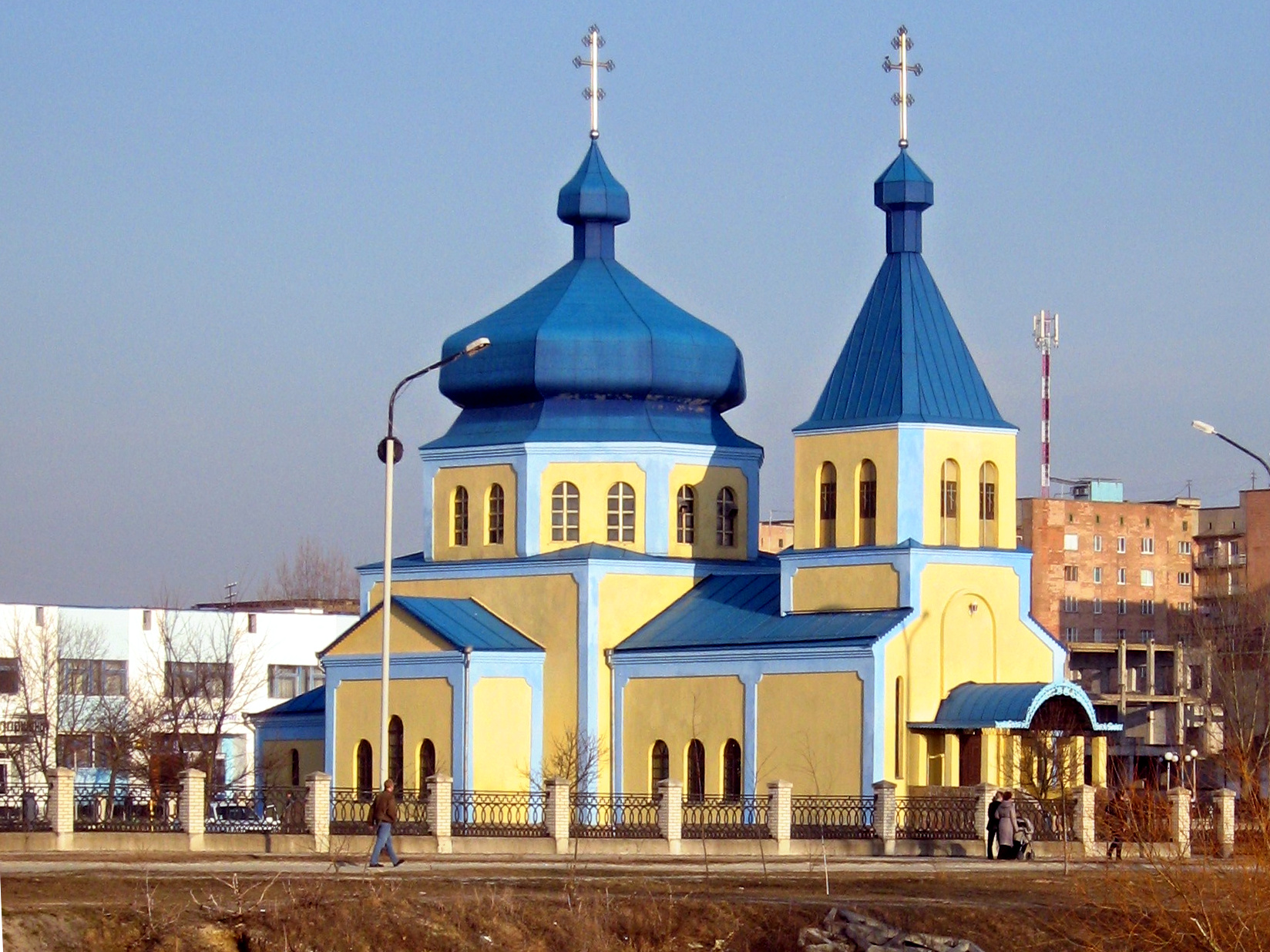
Sainttt-Michel, à Varach.

## Personnalités liées
- Viktor Didoukh, pongiste médaillé aux Jeux paralympiques.